# Indonesische Malerei
Die indonesische Malerei steht traditionell in engem Zusammenhang mit den vielfältigen anderen künstlerischen Ausdrucksformen, die der indonesische Archipel hervorgebracht hat. Die moderne indonesische Malerei ging jedoch nicht unmittelbar aus der Maltradition Balis und Javas hervor, die dekorativen oder rituellen Zwecken diente, sondern entwickelte sich erst in der niederländischen Kolonialzeit, als indonesische Künstler die Möglichkeit zu Kontakten mit der modernen europäischen Malerei erhielten und sich an deren Vorbild orientierten. Wesentliche weitere Impulse erhielt die moderne indonesische Malerei durch die indonesische Nationalbewegung und den antikolonialen Kampf 1920 bis 1950, was auch noch in den späteren Auseinandersetzungen der Malerschulen und in der stark politisierten Straßenkunst nach 1998 seinen Nachhall fand.
Heute greifen die Maler wieder auf die mythisch-synkretistische Bild- und Symbolwelt Balis und Javas zurück, wie denn in Indonesien generell die Tendenz besteht, Denkstile, Symbole und Bilder in einen „großen synkretistischen Strom“ einzufügen, in dem der islamische Purismus kaum eine Rolle spielt. Daher stellte auch das islamische Bilderverbot, das die Bilderwelt der alten animistischen, pantheistischen und hinduistischen Traditionen in Frage stellte, in neuerer Zeit kein Hindernis für die Entwicklung der visuellen Künste mit vielfältigen Techniken und Medien dar.

## Frühzeit

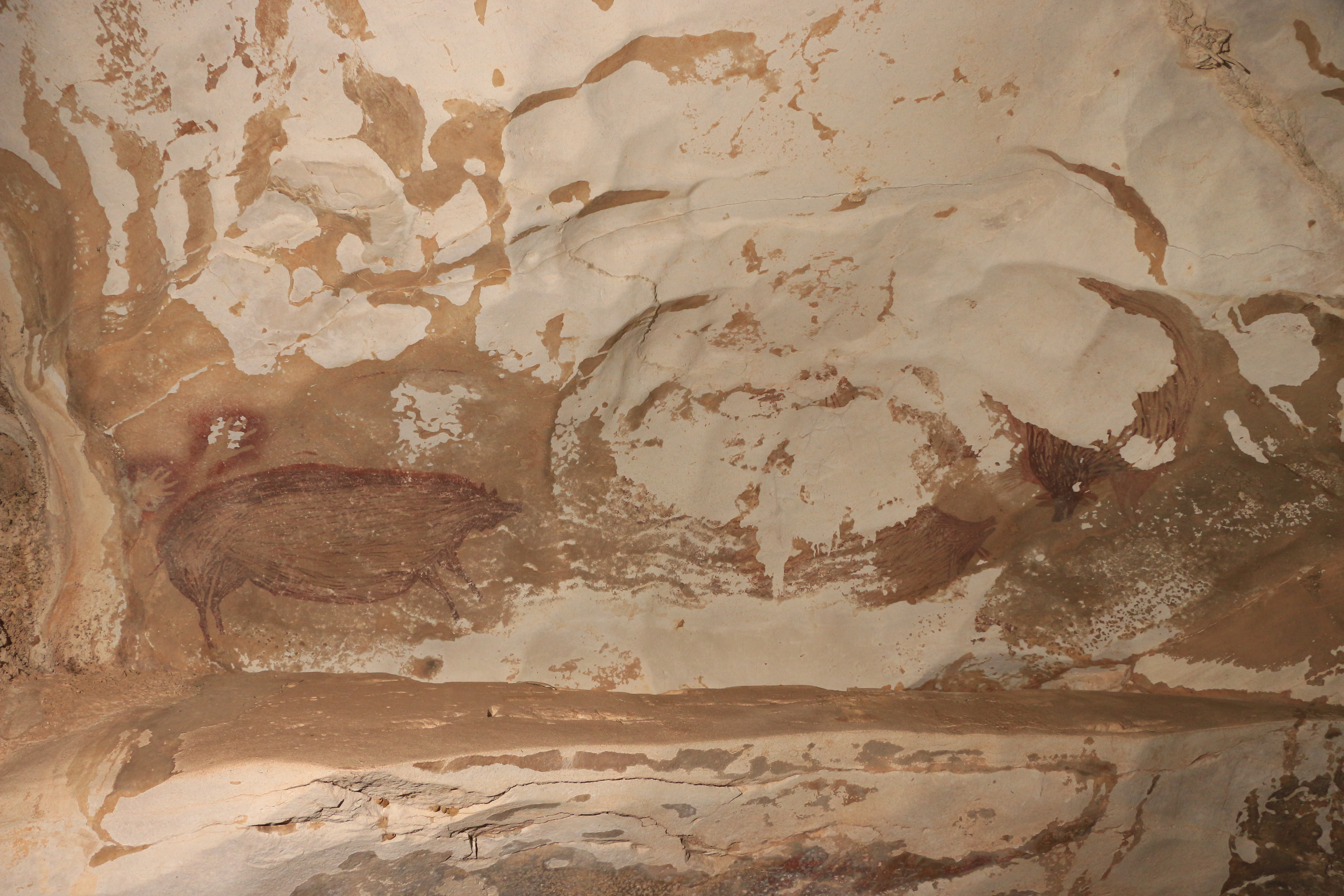
Höhlenmalerei in der Höhle Lean Tedongnge, Alter: mindestens 45.500 Jahre

Einige der ältesten, über 40.000 bis 50.000 Jahre alten Höhlenmalereien der Welt aus dem jüngeren Paläolithikum wurden auf Borneo und Sulawesi gefunden. Die ältesten bekannten Tierbilder der Menschheit finden sich in den Höhlen im Maros-Pangkep Karst auf Sulawesi. Sie zeigen Sulawesi-Pustelschweine (Sus celebensis). Bekannt sind auch die 3000 bis 5000 Jahre alten Felsgemälde auf Raja Ampat (West-Papua).
Die reiche starkfarbige Maskenkunst des indonesischen Archipels zeigt bis in die Neuzeit deutlich animistische Einflüsse. Wegen der Vergänglichkeit pflanzlicher Trägermaterialien im feuchtheißen tropischen Klima wurden jedoch andere Materialien als Holz und Stein, Textilien und Palmblätter wenig genutzt bzw. haben sich nicht erhalten.

## Traditionelle balinesische Malerei
Im Unterschied zur Holzschnitz- und Steinmetzkunst – also Techniken, die für die Gestaltung von Tempelanlagen unabdingbar waren – entwickelte sich die Malerei auf Bali relativ spät seit dem 15. Jahrhundert. Sie war nicht autonom, sondern blieb in die hinduistische Tempelarchitektur und ihre Tempelrituale eingebunden oder diente der Ausgestaltung der Fürstenhöfe. Darin war sie etwa der europäischen Kunst des 14. Jahrhunderts vergleichbar. Die Sangging, die Maler, Zeichner und Textilkünstler, blieben bis Anfang des 20. Jahrhunderts Angestellte der Könige vor allem von Gelgel und Klungkung. Sie mussten sich zu jeder Zeit bereithalten, königliche Aufträge auszuführen, und signierten ihre Bilder grundsätzlich nicht. Dargestellt wurden meist die bekannten Hindu-Erzählungen und -Legenden. Farben und andere Materialien wurden aus Pflanzen hergestellt. Jeder Zentimeter dieser Gemälde war mit Details gefüllt. Ein Zentrum dieser Malerei war das Dorf Ubud mit seinen großen Tempelanlagen, deren Decken ausgemalt wurden. Aus Java kam der Wayang-Stil, der es erlaubte, komplexere Geschichten in einer Bildfolge ähnlich wie in einem Comic zu erzählen. Teils wurden die Konturen von Lebewesen auch kalligraphisch aufgelöst, um den Forderungen des Islams zu genügen.

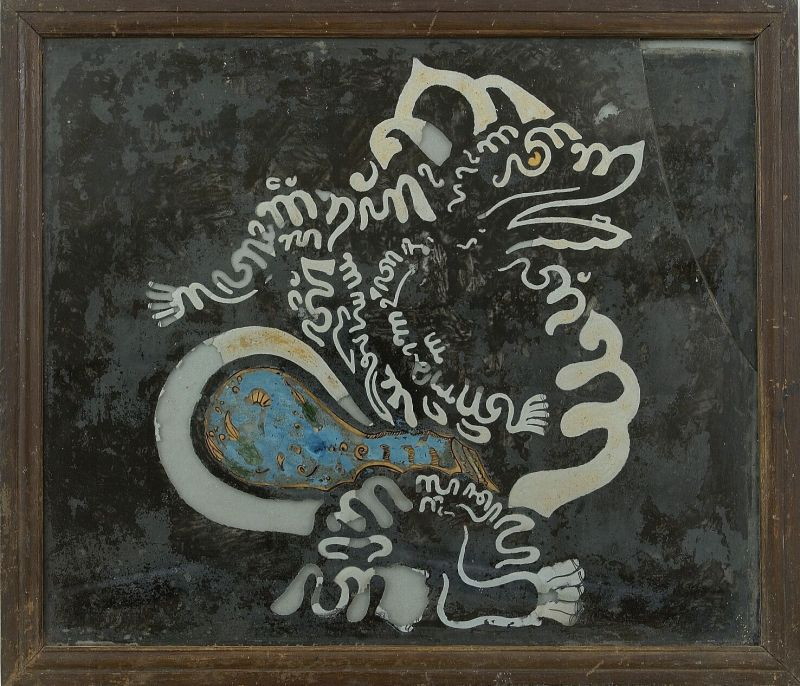
Wayang-Figur eines Wächtergeistes (Semar). Hinterglasmalerei in islamischer Kalligraphie, Java

In anderen Regionen des heutigen Indonesien, in denen vor der Islamisierung des Archipels keine Bildkultur ausgeprägt war wie in Sumatra, Borneo und Sulawesi, konnte sich die Malerei nicht von der Gebrauchskunst emanzipieren. Die seit dem 14. Jahrhundert vordringende islamische Kunst blieb eine Palastkunst der lokalen Fürsten. Wo ein starker hinduistisch-buddhistischer Einfluss erhalten blieb, wurde das Bilderverbot durch die Technik des Schattenspiels, das eng mit dem Namen des islamischen „Apostels“ Javas, Sunan Kalijaga (1450–1513), verbunden ist, und die starke Stilisierung von Figuren und Masken unterlaufen. Selbst bei der Ausgestaltung von Moscheen blieben vorislamische Bildmotive erhalten.

## Die Anfänge in Niederländisch-Indien

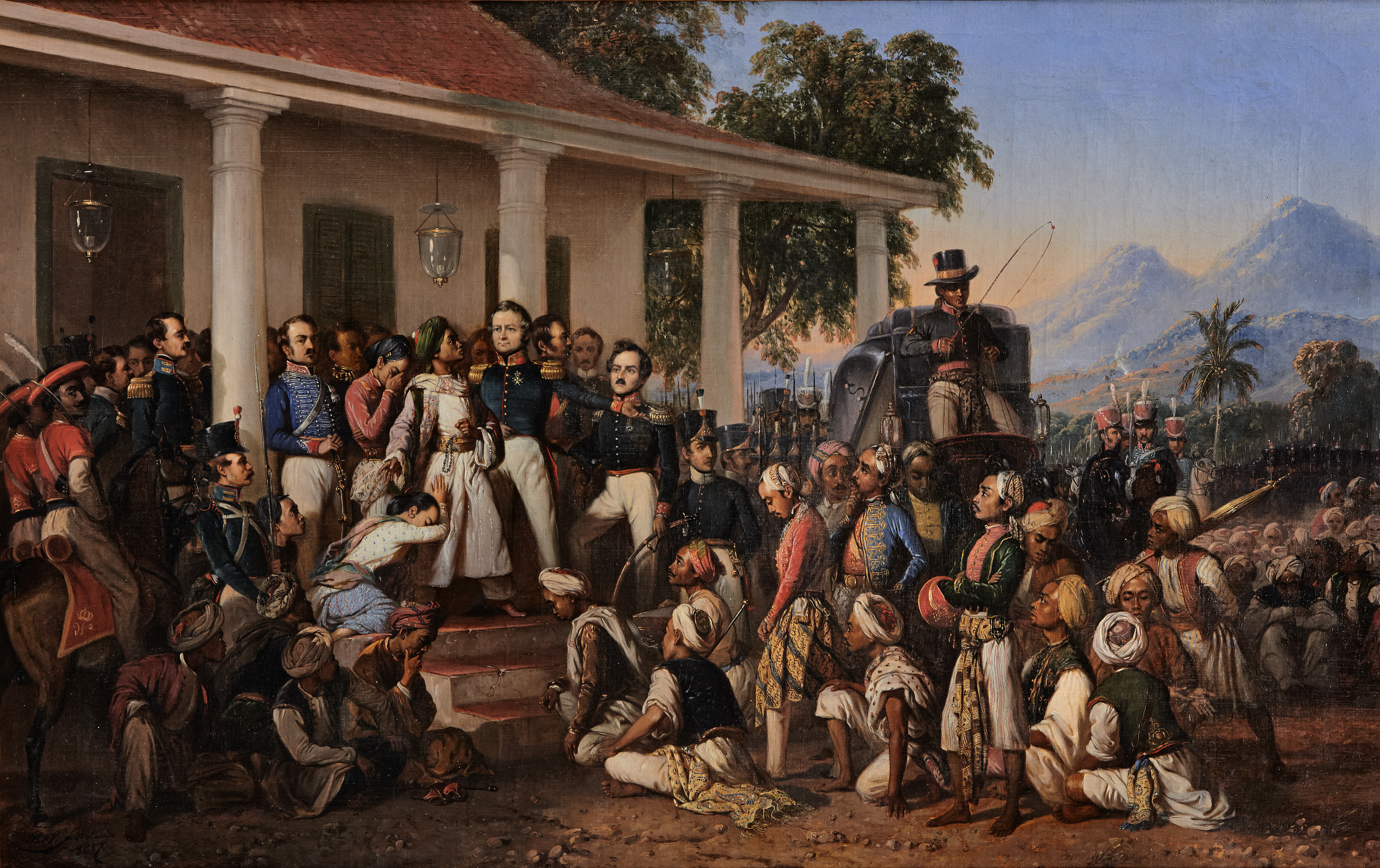
Raden Saleh (1857): Gefangennahme des Prinzen Diponegoro im Javanischen Krieg (1825–1830)

In dem Maße, in dem im 19. Jahrhundert die Kolonisierung des Archipels durch die Niederlande fortschritt, ergaben sich für die kulturell interessierten Eliten Javas Kontaktmöglichkeiten mit europäischen Kolonialmalern und schließlich auch direkt nach Europa. Raden Saleh (1811(?)–1880), ein javanischer Prinz, dessen Familie unter Repressionen der Kolonialmacht litt, ging nach Europa und erhielt dort Unterricht von holländischen Malern der romantischen Schule, unter anderem von dem Porträt-, Folklore- und Historienmaler Cornelis Kruseman. Beeinflusst wurde Saleh auch von den Landschaftsbildern der Dresdner Gemäldegalerie. In diesen Genres war er erfolgreich tätig, obwohl die Spannungen zwischen der romantischen harmonisierenden Naturmalerei und der javanischen Tradition, in welcher die Natur immer auch gefahrvoll und beunruhigend erscheint, deutlich zu Tage treten. Diese Naturgewalten könnten als codierte Verkörperung kolonialer Gewalt abgesehen werden. In einem seiner Bilder stellte er die Gefangennahme des in den Niederlanden erzogenen javanischen Freiheitshelden Prinz Diponegoro (1785–1855), den Salehs Familie unterstützt hatte, durch mitleidlos wirkende holländische Militärs mit übergroßen Köpfen dar. Berühmt ist vor allem sein vom europäischen Exotismus beeinflusstes Gemälde Boschbrand mit vor einem Buschfeuer fliehenden Tigern in der Southeast Asia Gallery der National Gallery Singapore. Saleh nutzte eine Reihe von Techniken, die in der balinesischen und Javanischen Malerei bis dahin völlig unbekannt waren wie z. B. das Chiaroscuro. Einige Bilder des ersten transnationalen indonesischen Künstlers wurden im Rijksmuseum Amsterdam ausgestellt. Andere verbrannten bei der Internationalen Pariser Kolonialausstellung 1931.
Der in Batavia geborene Jan Daniel Beynon (1830–1877) war ein niederländischer Porträt-, Stillleben- und Landschaftsmaler, der im Amsterdam (ebenfalls bei Krusemann) studierte, 1855 nach Java zurückkehrte und dort romantische Alltagsszenen und Idylle malte. Ende des 19. Jahrhunderts kamen weitere niederländische Maler nach Indonesien, um die Schönheit der exotischen Landschaften einzufangen. Fredericus Jacobus van Rossum du Chattel (1856–1917) malte harmonische Aquarelle mit Bergen, Vulkanen, Flüssen und Dörfern, die von einer goldenen Sonne beschienen werden. Die meisten seiner vom Impressionismus beeinflussten Bilder zeigen jedoch Landschaften in den Niederlanden.

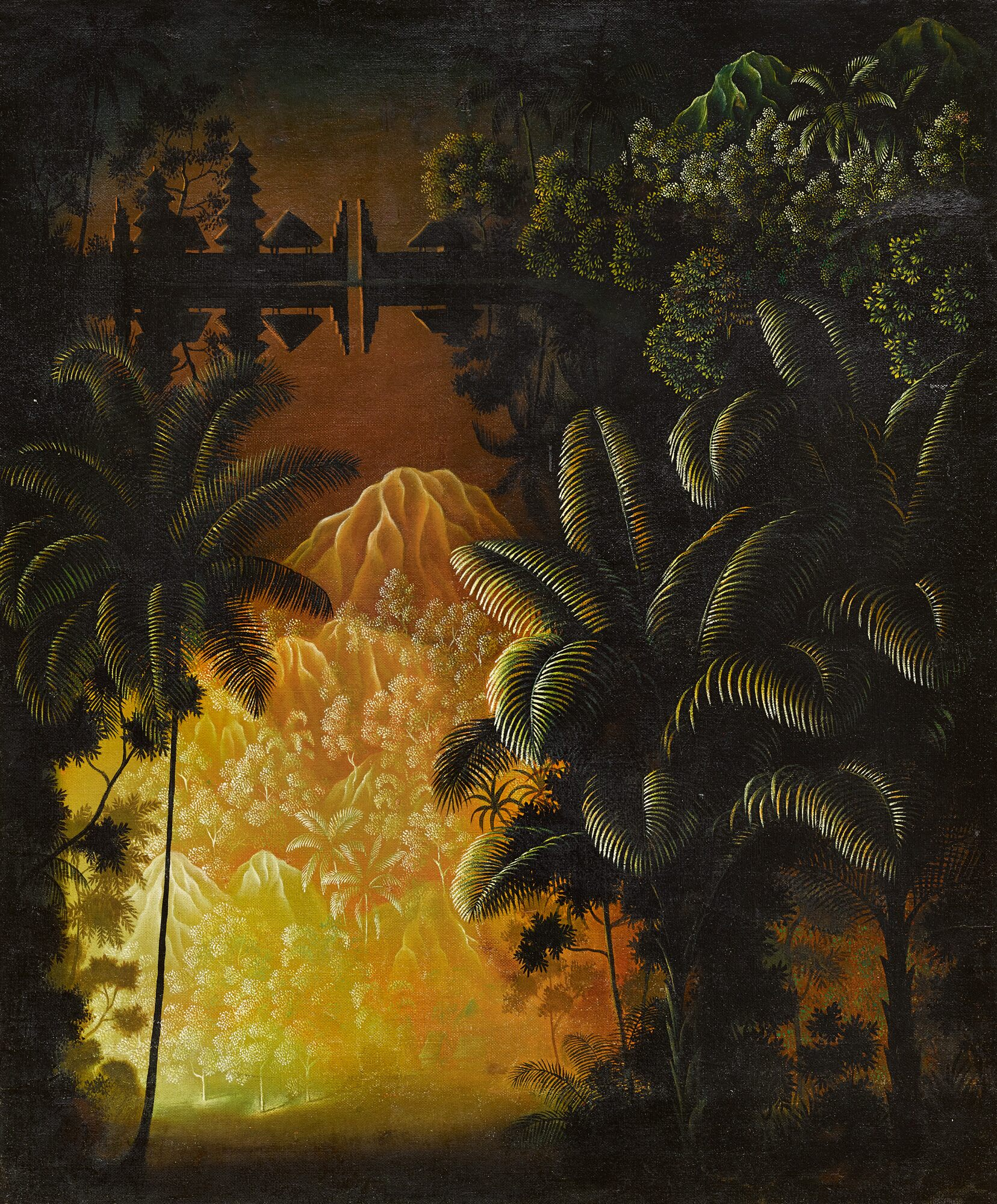
Walter Spies: Berge und Teich

1905 kehrte der in Tanjung Priok bei Jakarta geborene Niederländer Henry van Velthuysen (1881–1954) von seinem Studium in den USA nach Java zurück. Vor allem seine Porträts sind von Paul Gauguin beeinflusst, seine harmonischen starkfarbigen Stadtansichten zeigen Einflüsse des Kubismus. Er wirkte bei der Ausmalung des Niederländisch-Ostindischen Pavillons bei der Kolonialausstellung 1931 in Paris und bei der Friedensausstellung 1937 in Nagoya 1937 mit. Auch als Redakteur und Kunstkritiker wurde er bekannt.

## Erneuerung der Balinesischen Kunst
Die Säkularisierung der balinesischen Kunst verdankte sich keineswegs westlichen Einflüssen, sie hatte bereits lange zuvor eingesetzt. Als in den 1920er und 1930er Jahren westliche Maler wie Walter Spies, Fritz Heinsheimer, Rudolf Bonnet (1895–1978), Adrien-Jean Le Mayeur (1880–1958) und Arie Smit (1916–2016), der zuvor am Institut Teknologi Bandung in Java gelehrt hatte, nach Bali kamen, erlebte die Malerei jedoch einen qualitativen Aufschwung. Spies’ Haus wurde zu einem kulturellen Zentrum Balis. Hier entwickelte er – angeregt durch seine zoologischen und botanischen Studien – einen Stil, der dem Magischen Realismus nahekommt. Auch förderte er die darstellenden Künste, ohne dass er die Absicht hatte, die balinesischen Künstler direkt zu beeinflussen.
Arie Smit unterrichtete mit einfachen Mitteln Dutzende von Künstlern, die später die Young Artists-Schule der balinesischen Malerei bildeten.
Bonnet, dessen Bilder ebenfalls als magisch-realistisch bezeichnet werden können, beriet die Maler des Künstler- und Handwerkerdorfs Batuan, sich zu einer Genossenschaft zusammenzuschließen und ihre Bilder in der gemeinsamen Ausstellungshalle Wisma Batuan zu verkaufen. Zu diesem Zweck gründete er gemeinsam mit Spies und gefördert durch den Prinzen Cokorda Gede Agung Sukawati die Pita Maha Association (Großes Leuchten). In der Folge sollte der Genossenschaftsgedanke bei indonesischen Künstlern eine wichtige Rolle spielen. Auch der Geist der Unabhängigkeit wurde durch diese Bewegung gefördert.
Ein weiterer Mittelpunkt balinesischer Kunst war Sanur, wo der religiöse Einfluss geringer ausgeprägt war. Aus Java kamen wesentliche Elemente des Kamasan-Stils nach Bali, der nach einem Dorf in der Gegend von Gelgel benannt wurde. Hier lebten Künstler (und Metallhandwerker), die für lokale Fürsten arbeiteten.

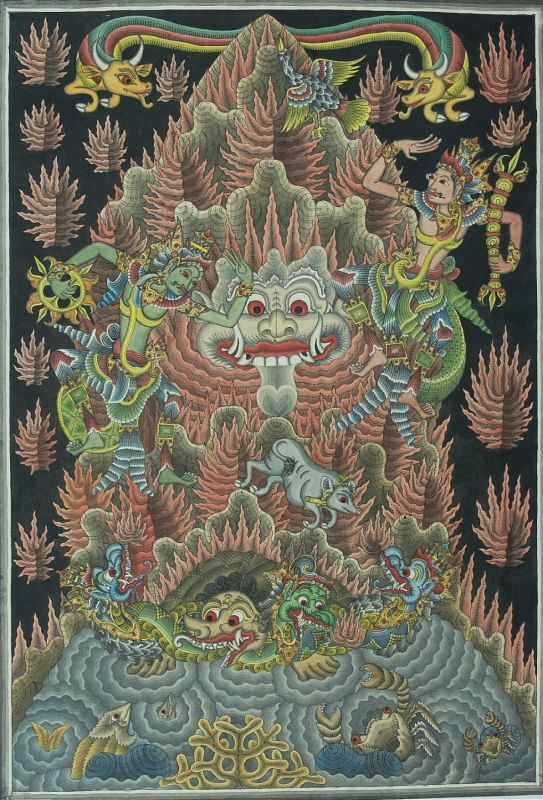
Shiva, Gott der Zerstörung und der Erhaltung, vor kosmischer Säule in Form des Weltenbergs (1. Hälfte 20. Jh.)

Aus diesen Anfängen der 1920er und 1930er Jahre entwickelte sich der moderne Bali-Stil, der sich weitgehend von der Religion emanzipiert und Götterbilder nur als dekorative Zitate verwendet; er setzte sich seit den 1970er Jahren nachhaltig auf internationalen Kunstmärkten durch. Ein wichtiger Vertreter ist I Wayan Pugur (* 1946), der bei Arie Smit gelernt hatte. In Ubud befindet sich auch das Agung Rai Museum of Art, in dem traditionelle und neuere Werke balinesischer Malerei ausgestellt werden.

## Der Kampf gegen die westliche Hegemonie
1938 gründete sich die Künstlergruppe Persatuan Ahli Gambar Indonesia (Persagi), deren Mitglieder die Auffassung verband, dass man sich von der harmlos-süßlichen Kunst der Kolonialgesellschaft befreien müsse, da diese nur der Tourismusförderung diene, und dass die Überwindung der westlichen Hegemonie eine nationale Emanzipationsbewegung voraussetze. Doch fand die Gruppe nicht zu einem einheitlichen Stil: Teils wirken die Bilder gegenüber der stilistischen Entwicklung in Europa verspätet, teils bleiben sie an modernen europäischen Vorbildern orientiert. Daher wurden an impressionistischen Vorbildern orientierte Maler wie der Autodidakt Ernest Dezentjé (1884–1972), der durch seine farbintensiven Landschaften bekannt wurde, von den Neuerern oft angegriffen. Eine Malerin, die die Kunst dieser unruhigen Zeit mit einem sehr individuellen großflächigen Stil mitprägte und Menschen aller Ethnien des Archipels in ihrem Alltag und vor vereinfachten Landschaften malte, war Emiria Sunassa (1894–1964) aus Sulawesis, die bis in die späten 1950er Jahre aktiv blieb. Hervorgehoben wird, dass erst die Bildproduktion für den touristischen und internationalen Markt die balinesische und javanische Malerei aus ihrer Bindung an das Ritual befreit habe.
Die Zeit der japanischen Besetzung Indonesiens 1942–1945 erwies sich in ihren Auswirkungen als ambivalent für die indonesischen Künstler. 100.000 Europäer wurden interniert, darunter auch niederländische Künstler und Kunstlehrer. Viele indonesische Intellektuelle leisteten Widerstand, andere hoffen auf Japan als Verbündete im Dekolonisierungsprozess. Tatsächlich beschleunigte die japanische Besetzung den Ablösungsprozess von europäischen Vorbildern. Der Maler Agus Djaya (1913–1994) wurde vom späteren Präsidenten Sukarno, der von den Japanern als Verbündeter im Sinne eines panasiatischen Nationalismus geduldet wurde, als Leiter eines Kulturzentrums für Bildende Kunst eingesetzt. Diese Institution sollte neue ästhetische Akzente setzen und zielte darauf, die von Persagi proklamierten Ideale mit den Zielen der nationalen Bewegung zu vereinen. Agus Djayas Tänzerfiguren repräsentieren die rituelle Atmosphäre einer sehr naturverbundenen Gesellschaft.
Schließlich stellte auch der Ausgang des Zweiten Weltkriegs die Orientierung am europäischen Modell in Frage: Der aufgeklärte Universalismus Europas und seine disruptive Avantgarde erschienen als gescheitert. Als weltweit – auch in ideologischer Hinsicht – wirkmächtigste Akteure erwiesen sich nun die USA und die Sowjetunion.

## Von der Revolusi 1945 bis zum Putsch 1965: Abstrakter Expressionismus oder nationaler Realismus
1945 rief Sukarno, selbst ein Künstler und Kunstsammler, der die Werke Agus Djayas sehr schätzte, die Republik Indonesien aus. In den späten 1940er Jahren war Argus Djaya mit seinem Bruder Otto in geheimer Mission in Europa unterwegs, um die Sache der indonesischen Revolusi zu fördern. In dieser Zeit malten sie viele Bilder, die erstmals 2018 im Stedelijk Museum Amsterdam ausgestellt wurden.
Erst nach einem langen niederländisch-indonesischen Krieg mit Zehntausenden Toten erkannten die Niederlande 1949 die Unabhängigkeit Indonesiens auf Druck der USA an. Nunmehr übernahm eine Künstlergeneration die Führung, die sich weitgehend autodidaktisch ausgebildet hatte, jedoch bereits Einflüsse aus dem Ausland angenommen hatte, da 1929 („Deutsche Kunst der Gegenwart“, finanziert vom Reichsaußenministerium) und in den 1930er Jahren die ersten großen Ausstellungen nach Niederländisch-Indien gekommen waren.
Zu den bekanntesten indonesischen Malern zählt Hendra Gunawan (1918–1983). Während des Unabhängigkeitskampfes, in dem er als Amateursoldat mitwirkte, zeichnete er die alltäglichen Realitäten am Rande des Schlachtfeldes in dunklen Farben, auch bedingt durch Materialmangel. Nach der Unabhängigkeit konzentrierte er sich auf das Malen der Gemeinschaftsaktivitäten in den Dörfern in kräftigen, leuchtenden Farben. Die teils cartoonartigen Porträts, Alltagsszenen oder Episoden aus dem Mahabharata verweisen auf Vorbilder des deutschen Expressionismus. Jedoch entwickelte er eine eigene leicht verwischte, schimmernde, die Oberflächen betonende visuelle Darstellungstechnik, in der er auch traditionelle Werte zum Ausdruck brachte. Er lehrte an der 1950 gegründeten Akademia Seni Rupa Indonesia (ASRI) in Yogyakarta.  Unter Suharto war er 13 Jahre lang inhaftiert, malte aber weiter.
Zu den vielversprechenden realistischen Malern der Revolutionszeit gehörte Kartono Yudhokusumo (1924–1957), der schon als Kind begonnen hatte, Bildschirme für das Puppenspiel zu malen, später von der Ford Foundation gefördert wurde und sich vom Realismus abwandte. Er wurde in den frühen 1950er Jahren durch dekorative farbenprächtige Landschaften bekannt, verstarb aber früh infolge eines Unfalls.

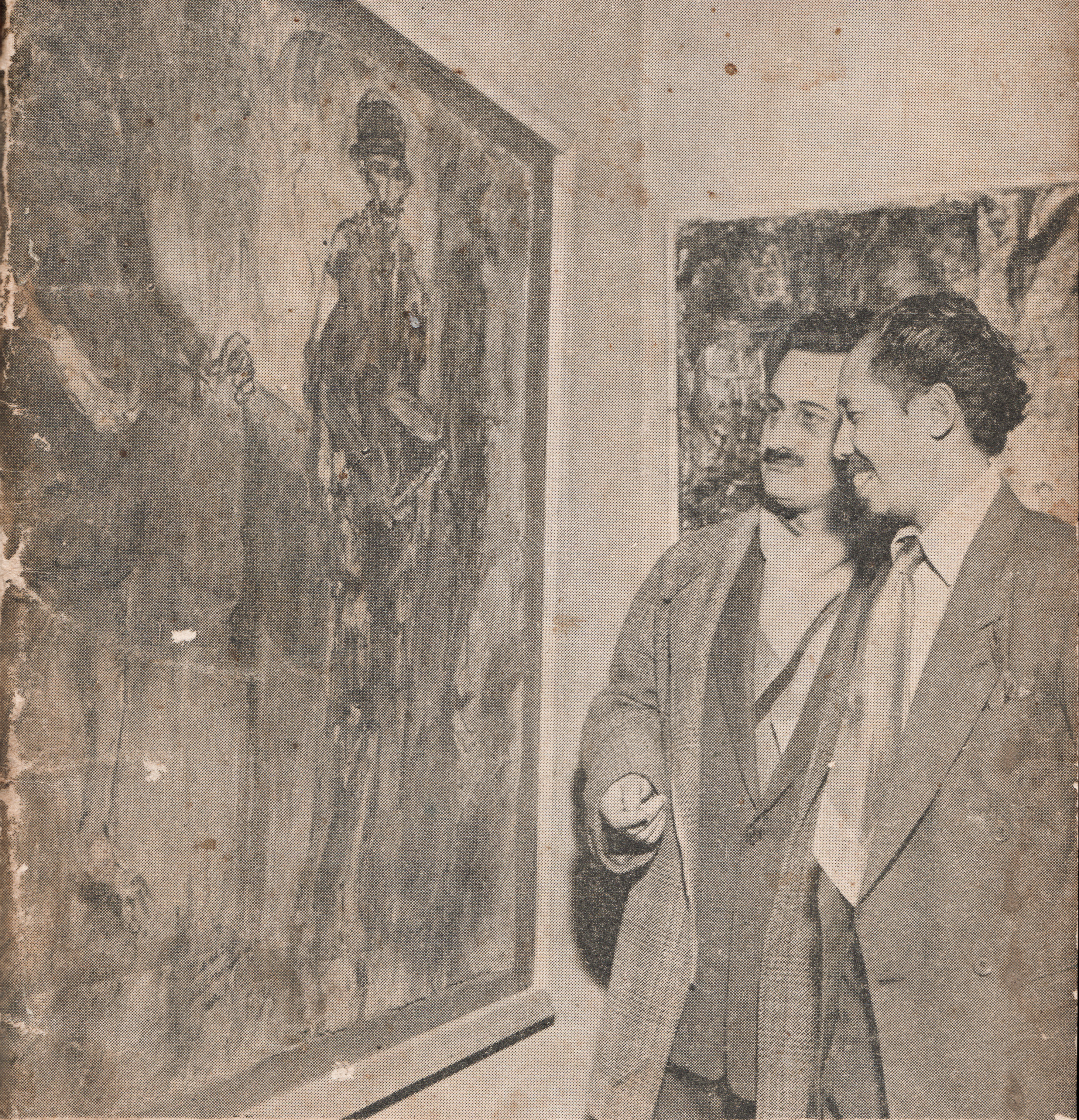
Affandi (rechts) auf einer Ausstellung in Paris 1953

Affandi (1907–1990) wurde in Cirebon (West-Java) geboren und bereiste große Teile Asiens, Europas und Amerikas. Ursprünglich war er Lehrer. 1942/43 stellte er zum ersten Mal seine Bilder unter der japanischen Besatzung aus. Den Kampf gegen die niederländischen Kolonialherren unterstützte er durch gemalte Poster, wobei er mit dem späteren Präsidenten Sukarno zusammenarbeitete. 1948 gründete er die indonesische Malervereinigung in Jakarta und 1950 die Kelompok Lima Bandung (Die Bandung-Gruppe der Fünf) gemeinsam mit Hendra Gunawan, Barli, Sudarso (1914–2006) und Wahdi. Im gleich Jahr erhielt er von der indischen Regierung ein Stipendium. Seit 1951 stellte er seine Werke in Europa und 1952 als erster Indonesier in den USA in der Galerie von John Heller aus. 1953 war er auf der 2. Biennale von São Paulo als offizieller Botschafter Indonesiens vertreten, 1954 präsentierte er als erster Indonesier sein Land auf der Biennale Venedig.
Zwischen 1957 und 1967 wurde er mehrfach in die USA eingeladen, zuletzt als Gastprofessor an der Ohio State University. 1967 erhielt er gemeinsam mit Jean Charlot den Auftrag, Wandbilder für das East West Centers Jefferson Hall in Hawaii zu erstellen. Dort und über Charlot wurde er mit dem Werk der mexikanischen muralistas bekannt, vor allem mit den Arbeiten von José Clemente Orozco. Unter dem Einfluss dieser Aufenthalte wandte er sich jedoch von seinem realistischen Malstil ab und wandte sich dem abstrakten Expressionismus zu, was in den USA als Abwendung von der „traditionellen“ zu einer „freiheitlichen“ Malerei begrüßt wurde. 1977 erhielt er den Internationalen Friedenspreis der Dag Hammarskjöld Foundation. 1979 stellte er zum ersten Mal gemeinsam mit seiner Tochter Kartika aus.
Affandis hochexpressive, emotionale Porträts und Landschaften zeichnen sich durch starke Farben und kräftigen Pinselstrich aus; oft wird er Oskar Kokoschka oder Vincent van Gogh verglichen, mit dem er zeitweise die Gewohnheit teilte, die Farbe direkt aus der Tube aufzutragen. Einige seiner Straßenszenen in New York erinnern an Bilder von Ernst Ludwig Kirchner. Auch surrealistische Einflüsse prägten sein Werk, und eines seiner revolutionären Poster war von Käthe Kollwitz beeinflusst. Er bemühte sich um die Schaffung eines neoexpressionistischen „nationalen“ und zugleich international akzeptierten Stils, worin ihm nur wenige indonesische Künstler folgten.
Lee Man Fong (1913–1988), in China geboren und 1932 eingewandert, hatte die Gelegenheit, in Europa zu studieren. Im Widerstand gegen die japanischen Besatzer im Zweiten Weltkrieg aktiv, war er zeitweise inhaftiert. Seine eleganten, mit feinem Pinsel gemalten Bilder nehmen chinesische Traditionen auf; später näherte sich sein Stil regionalen Traditionen. Ida Bagus Madé Togog (1913–1989), eine der Hindu-Kultur verbundene Malerin aus Batuan, malte „Wimmelbilder“, die traditionelle balinesische Einflüsse zeigen. Mochtar Apin (1923–1994) hing dem Kubismus an. Der in den Niederlanden ausgebildete Basuki Abdullah (1915–1993) wurde in den 1950er Jahren durch seine realistischen bis romantischen Porträts exotischer Frauen, die die Beeinflussung durch die romantische katholische Sakralkunst erkennen lassen, auch in Europa bekannt.

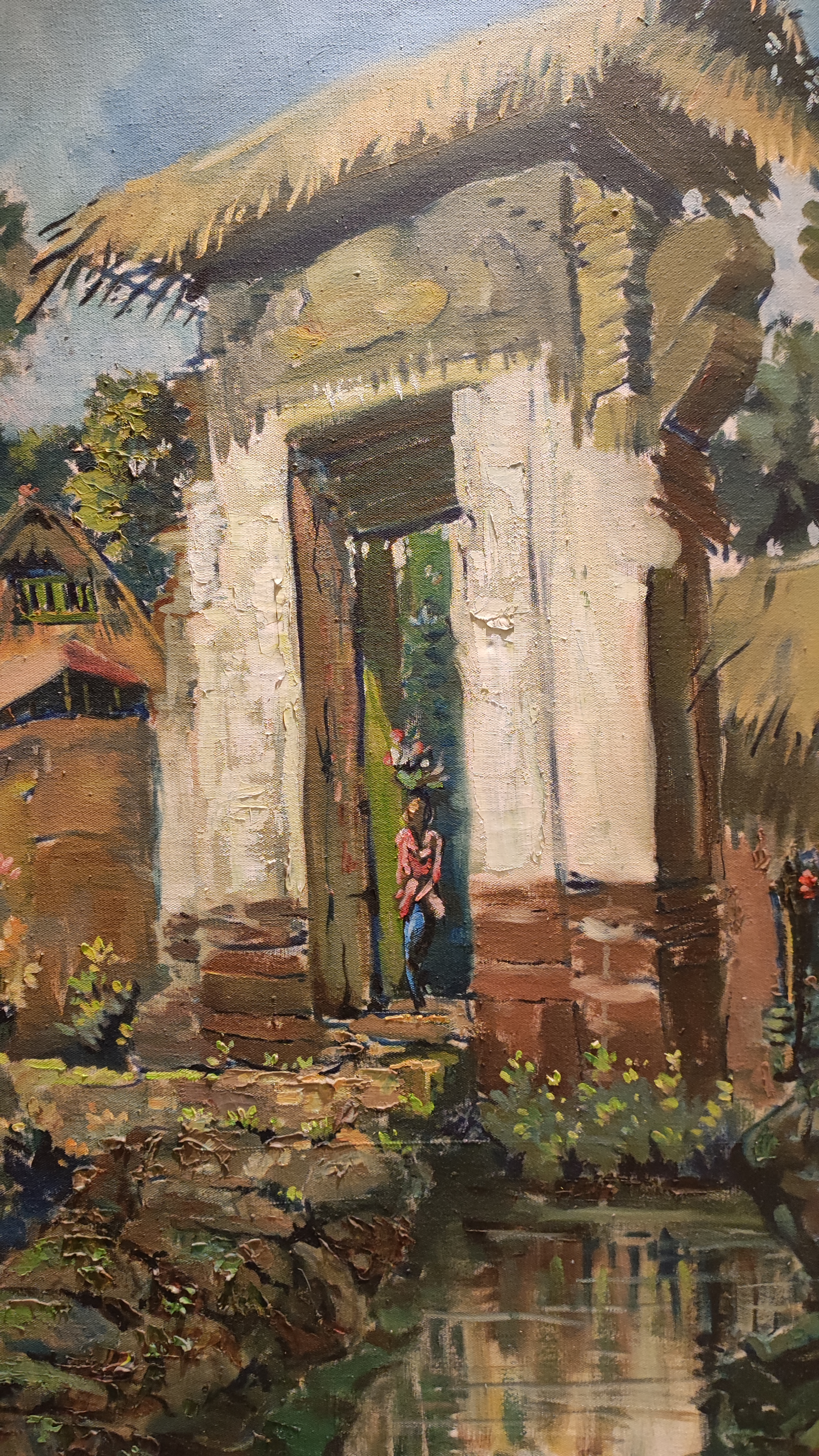
Ketut Chandra (1917–2005): Haus auf Bali

Die frühen 1950er Jahre waren eine Blütezeit der Indonesischen Malerei. Die javanischen Künstler am Institute of Technology Bandung (ITB) bildeten die erste Generation von Studierenden aus, die sich in ihren künstlerischen Ausdrucksformen meist als Internationalisten und Universalisten zeigten. Zu den Lehrer gehörte unter anderem der niederländische Kubist Ries Mulder (1909–1973). Viele der Studierenden wurden ebenfalls Lehrer oder Professoren. Während der 1950er Jahre studierten dort unter anderem Mochtar Apin (1923–1994), der für seine geometrische Kunst bekannt wurde, But Mochtar (1930–1986), Schöpfer expressionistischer und kubistischer Bilder ebenso wie Ahmad Sadali (1924–1987), ferner der Impressionist und Symbolist Srihadi Sudarsono (1931–2022), der für seine Katzenbilder bekannte Essayist und Kunstkritiker Popo Iskandar (1927–2000) und Abdul Djalil Pirous (* 1932). Auch andere orientierten sich am Kubismus, an der starkfarbigen geometrischen Kunst und am abstrakten Expressionismus. Realistisch-expressionistische Landschaften und Tempelbilder malte Ketut Chandra (1917–2005) aus Probolinggo, der bei Dezentjé und Velthuysen gelernt hatte, zeitweise als Fotograf und Kameramann arbeitete und bis Anfang der 1990er Jahre ausstellte. Mit S. Jikan BA. und Janalias gehörte er der Gruppe Bali Tigra Rupa an, die das Alltagsleben und die Tempelrituale Balis studierten. Pirous hingegen benutzte die kalligraphischen Elemente des Koran, um eine ethnische, spirituelle, nationale und kosmopolitische Identität auszudrücken.
In gewisser Weise war die Bandung-Schule ein Produkt des Kalten Krieges: Viele der Studierenden wie Sandali wurden von US-Stiftungen wie der Rockefeller Foundation finanziert. Die USA setzten wie auch in Europa Kunst als Instrument „kultureller Diplomatie“ ein. Zahlreiche internationale Ausstellungen und die Unterstützung von Kulturprojekten sollten weltweit einen ideologischen Einfluss auf Kulturschaffende ausüben. Ein großer Teil dieser nicht auf Indonesien beschränkten Förderung durch die CIA wurde geheim gehalten. Allerdings setzte sich der abstrakte Expressionismus in Indonesien nicht in dem Umfang durch wie in anderen Ländern. Vielmehr entstand eine teils spirituell aufgeladene Dekorationskunst, die seine Wurzeln im indonesischen Handwerk, z. B. in der Batik-Kunst, hatte. Dullah (1919–1996), einer der Hofmaler Präsident Sukarnos, schuf konventionelle, weich gezeichnete Landschaften und Porträts. Auch Trubus Soedarson (1924 (1926?)–1966) fertigte Porträts unter europäischem Einfluss.
Die Phase von 1950 bis 1955 – dem Zeitpunkt der ersten Wahlen – ließ eine freie und dynamische Entwicklung der Beziehungen zwischen Kunst, Politik und nationalistischer Bewegung, zwischen elitären und egalitären Kunstströmungen zu, denen es gleichermaßen um die Entwicklung des bis dahin diffusen Nationalgefühls des multikulturellen Archipels ging, hatten doch die Verwüstungen des Zweiten Weltkriegs die eurozentrischen Leitbilder des aufgeklärten Universalismus und einer disruptiven Avantgarde ebenso wie die Vorstellung von der Spaltung der Welt in einen fortschrittlichen Westen und ein rückwärtsgewandten asiatischen Osten in Frage gestellt.
Seit Beginn der 1960er Jahre wurden die abstrakten Werke der Bandung-Schule zunehmend von Nationalisten kritisiert: Es fehle ihnen die indonesische Seele, sie reflektierten nicht die indonesischen Erfahrungen. Insbesondere die Kommunistische Partei mischte sich in Kunstfragen ein und trug zur Marginalisierung der Bandung-Schule bei. So kam es zu einer verstärkten Fraktionsbildung unter den indonesischen Künstlern.
Im 1950 gegründeten Künstlerassoziation Lembaga Kebudajaan Rakjat („Volkskulturinstitut“ LEKRA) hatten sich Künstler und Literaten gesammelt, die sich der Kommunistischen Partei verbunden fühlten und einen sozialen oder sozialistischen Realismus propagierten, weil sie den Eindruck hatten, dass die Ablösung des Kolonialismus durch die Revolution unvollständig geblieben sei. Zeitweise waren 100.000 Künstler im Lekra organisiert, die oft in Kollektivateliers arbeiteten. Sudjana Kerton (1922–1994) war der wichtigste Maler der indonesischen Revolution; er studierte auch die mexikanische Revolution und ihre Kunst. Die Landschaften und Menschen, die Sanindoesoedarsono Soedjojono (Sindudarsono Sudjojono, 1913–1986) mit expressionistischer, in den 1950er bis 1970er Jahren zunehmend realistischer Tendenz malte, zeigen die sozialen und politischen Veränderungen des Landes. Als Mitglieder der Persagi-Gruppe hatte er schon früh die Idealisierung des Lebens in Indonesien und der natürlichen Schönheiten des Landes durch frühere Malergenerationen kritisiert und 1939 die Genrebezeichnung Mooi Indië (Hindia Molek, Schönes [Niederländisch-]Indien) für die Bilder geprägt, die indonesische Landschaften romantisch verklärten oder exotisch wirkende Frauen porträtierten (und heute auf Auktionen enorme Preise erzielen). Sudjojono gilt als Begründer des sozialen Realismus um 1950, malte aber auch Historienbilder wie die Armee des Prinzen Diponegoro, ein Bild, das auf einer Auktion in Hongkong 2014 für 7,5 Millionen US-Dollar versteigert wurde. Zeitweise war er wegen seiner Nähe zur Kommunistischen Partei inhaftiert. Auch seine Ehefrau Mia Bustam (1920–2011) musste ihre Karriere als Malerin wegen der politischen Repression aufgeben.

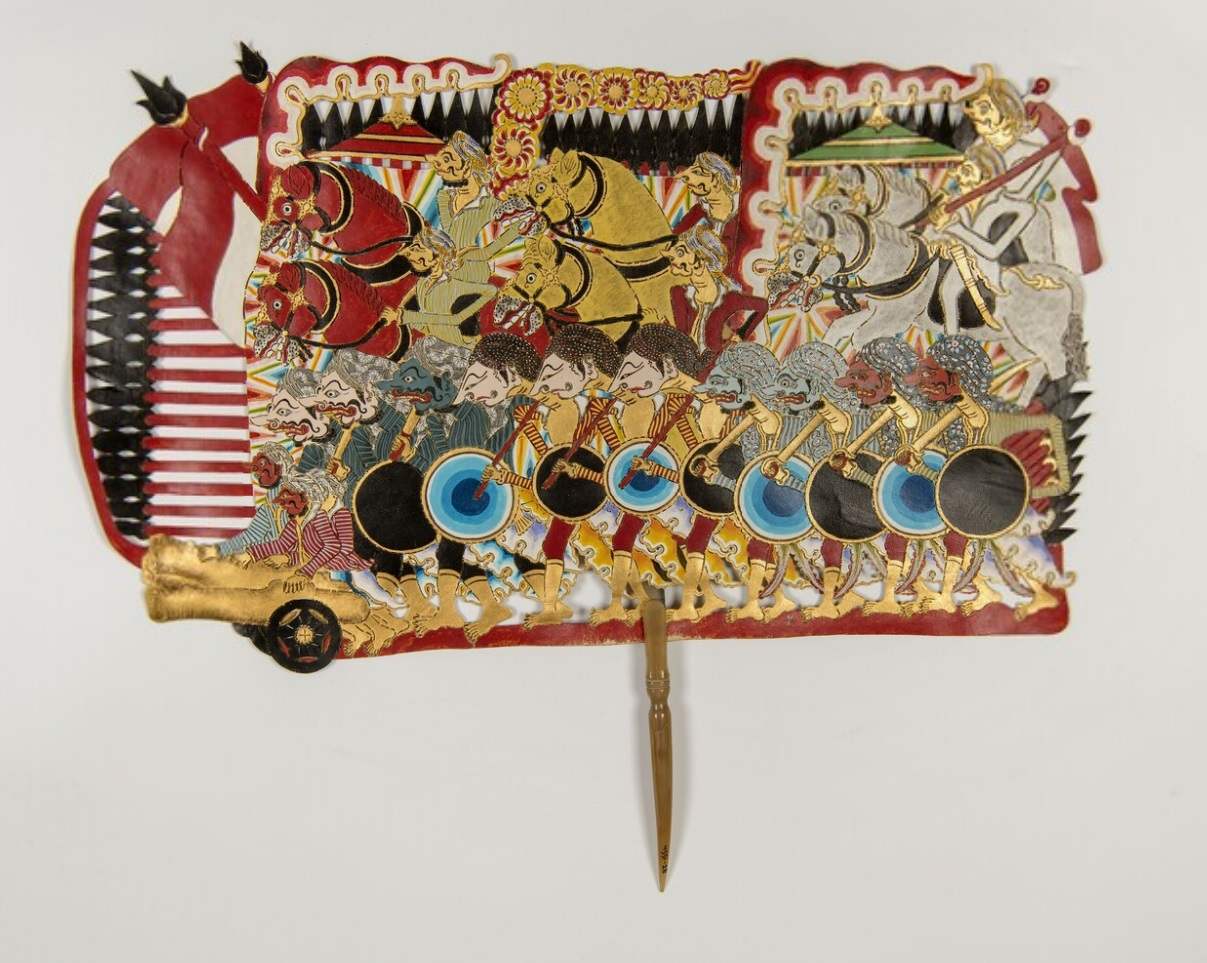
Moderne Kopie alter Wayang-Puppen auf Büffelhaut: Die Javaner unter Prinz Diponegoro kämpfen gegen die Holländer

Die Entwicklung der nationalistischen indonesischen Kultur und insbesondere der Malerei bis 1965 ist nicht zu erklären ohne den nachhaltigen Einfluss des Kejawèn („javanisches Denken“, javanische Rituale) und des Kebatinan („verborgenes Wissen“, javanische Mystik), die der vorislamischen synkretistischen religiösen Tradition Javas entstammen. Diese beinhalten animistische, buddhistische, hinduistische und theosophische Elemente und prägten die javanischen Tänze und Mythen, mit welchen sich die Bilder historischer Gestalten des antikolonialen Kampfes wie des Prinzen Diponegoro vermischten. Nach 1920 wurden diese Ideologien von der überwiegend urbanen nationalistisch-kommunistischen Bewegung aufgegriffen, die sich scharf vom Scharia-Islam absetzten, aber auch von vielen Gruppen und Sekten, welche teils im Ausland agierten. Unter Suharto wurden sie marginalisiert.

## 1965–1974: Verfolgung politischer Maler und Unterdrückung sozialrealistischer Kunst
Das Lekra wurde nach dem Putsch 1965 zerschlagen. Für viele Künstler wurde die Mitgliedschaft im Lekra zur tödlichen Falle, manche wurden verhaftet, nur weil sie realistische Bilder malten. Hendra Gunawan war wie andere Mitglieder des Lekra von 1965 bis 1978 inhaftiert. Präsident Joko Widodo verlieh ihm posthum 2015 im Namen des Landes die Ehrenmedaille des Parama Dharma-Sterns für Kultur für sein Engagement.

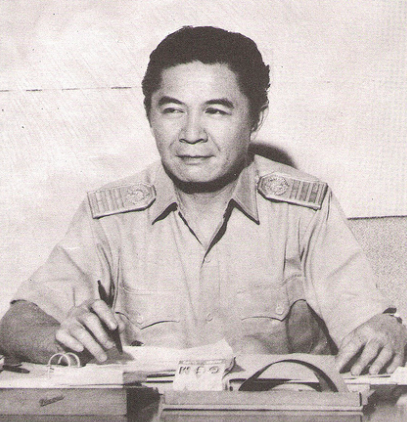
Hendrik „Henk“ Ngantung als Gouverneur von Jakarta

Hendrik Ngantung (1927–1991) aus Sulawesi wurde 1964 als Christ und Sozialist von Sukarno zum Gouverneur von Jakarta ernannt. Nach den Kommunistenverfolgungen 1965, bei denen 500.000 Menschen getötet und eine Million verhaftet wurden, widmete er sich ganz der Malerei. Er versorgte den im Gefängnis einsitzenden Hendra Gunawan mit Farben und Leinwand. In Armut lebend, erlebte er seine erste Ausstellung erst einen Monat vor seinem Tod.
Nach dem Sturz Sukarnos wurde die Schule von Bandung ideologisch rehabilitiert; ihre ästhetische Philosophie und ihre am westlichen („universellen“) Kunstmarkt orientierten, unpolitischen Werke passten zur neuen Ordnung des diktatorisch regierenden Präsidenten Suharto.
Das Jahr 1974 markiert einen weiteren Einschnitt in der neueren Geschichte Indonesiens. Durch steigende Ölexporte während der Ölkrise kamen plötzlich Devisen ins Land, ausländische Investoren sorgten für Kapitalzufluss und bescheidener Wohlstand griff um sich. Gleichzeitig kam es zur Auflehnung gegen die rigide patriarchalische Kontrolle durch den Staat. Der Vietnamkrieg sorgte für eine antiwestliche Stimmung. Die Studierenden protestierten gegen das Suharto-Regime, sorgten sich aber zugleich um die Bewahrung der lokalen kulturellen Traditionen, die der Verwestlichung zum Opfer zu fallen drohten.

## 1974–1998: Hinwendung zur Volkskultur bei Professionalisierung des Kunstbetriebs
Neben dem ITB entwickelte sich in Yogyakarta die Akademi Seni Rupa Indonesia (ASRI) als zunehmend wichtiges Institut der indonesischen Künste. Der „westliche“ abstrakte Expressionismus bot während der Suharto-Diktatur ein Refugium für Künstler der Bandung-Schule wie Ahmad Sadali, während sich das ASRI als Repräsentant der lokalen indonesischen Kunst verstand. 1974 entstand aus dem Konflikt zwischen Bandung und Yogyakarta das Indonesian New Art Movement (Gerakan Seni Rupa Baru, GSRB), das sich die erneute Inwertsetzung der volkstümlichen Traditionen zum Ziel gesetzt hatte. Sie verabschiedete sich von der Idee des abgeschlossenen Werks, adaptierte Ideen der Konzeptkunst, versuchte Grafik, Malerei, Bildhauerei, Keramik, Batik und Schattenspiel zu integrieren und orientierte sich teilweise an Joseph Beuys. Eine wichtige Figur dieser Bewegung war der Bildhauer, Kurator und Kritiker Jim Supangkat (* 1948) aus Bandung.
Die Malerin Umayah Dachlan (Umi Dachlan, 1942–2009) war in ihrer Rolle als Lehrerin am ITB eine weitere Schlüsselfigur für die Überwindung des Akademismus und trug zur Institutionalisierung und Professionalisierung einer breiten progressiven Kunstszene bei. Zwar wurde sie wegen ihrer ästhetischen Orientierung am Westen kritisiert, doch führte sie traditionelle Motive der muslimischen Kunst wie die abstrakte Geometrie und die Kalligraphie wieder in die Malerei ein.
Die Erneuerungsbewegung ging jedoch hauptsächlich von Yogyakarta aus und wird als Startpunkt der zeitgenössischen indonesischen Kunst angesehen. 1984 wurde das Staatliche Indonesia Institute of the Arts in Yogyakarta (Institut Seni Indonesia Yogyakarta, ISI Yogyakarta) gegründet. Es trat an die Stelle der Akademie und anderer Vorläuferinstitutionen aus den 1950er und 1960er Jahren. Damit setzte sich die identitätsbildende Gegenbewegung gegen die Orientierung an westlicher Elitekunst endgültig durch. Sie bezog ihre Inspirationen nunmehr aus der lokalen und Popkultur, aus dem Wayang, dem Tanzdrama, und entwickelte einen eigenen starkfarbigen, gut erkennbaren und ethnisch authentischen Stil. Der aus Bali stammende Made Wianta (1949–2020), der sich längere Zeit in Europa aufhielt, malte seine nicht auf den ersten Blick als politisch erkennbaren Bilder im Kamasan-Stil des abstrakten Expressionismus mit Ausflügen in den Pointillismus, Surrealismus und die geometrische Malerei. Von seinen dem Realismus verpflichteten Lehrern an der ASRI setzte sich Fadjar Sidik (1930–2004) durch seine abstrakten und geometrischen Bildwelten deutlich ab; er gilt als einer der bedeutendsten abstrakten Maler Indonesiens.
Zu den wichtigsten modernen Malern des späten 20. Jahrhunderts zählt Haris Purnomo (* 1956), der Babys teils mit Deformationen oder tätowierungsähnlichen Mustern im fotorealistischen Stil malt. Heri Dono (* 1960) wurde zu Beginn der 1990er Jahre rasch international bekannt durch Bilder, Installationen und Videos, die teils von balinesischer traditioneller Kunst, teils von westlicher Cartoonkunst beeinflusst sind. Er gilt als Vertreter des New Internationalism, der westliche Sichtweisen in teils satirischer Form in Frage stellt. 2015 stellte er in Frankfurt zur Frankfurter Buchmesse aus (1965. Sorry is not enough). Ivan Sagito (* 1957) begann in den 1980er Jahren surrealistische Bilder zu malen, die eng mit Ideen der hindu-javanischen Philosophie verbunden waren. Sein Hauptthema ist das Leiden des Volkes, vor allem der Alten und der Frauen.
Seit den 1980er Jahren entwickelte sich Jakarta zum Zentrum des Kunstmarktes und eines regelrechten Kunstbooms mit deutlicher Dominanz des Tafelbildes. Seit 2010 beschleunigte sich diese Entwicklung noch: Immer mehr Künstler konnten vom Ertrag ihrer Bilder leben, doch wurden von Kritikern wie Sanento Yuliman (1941–1992) Befürchtungen vor der „Verarmung an Materialien, Techniken und Themen sowie die Beschneidung von Konzepten“ geäußert.
In der bis 1998 dauernden Ära der Diktatur Suhartos verließen einige jüngere Maler das Land. Fendry Ekel (* 1971) studierte in den Niederlanden und lebt seit den 1990er Jahren dort. Er arbeitet mit Mischtechniken einschließlich der Fotografie. Der Bildhauer und Maler FauZie As’Ad (* 1968) aus West-Java studierte in Yogyakarta und lebt teils in Liechtenstein. Eddie Hara (* 1957), bekannt geworden durch seine vom Punk beeinflussten karnevalesken Comics, studierte ebenfalls in Yogyakarta sowie in Enschede und lebt heute in der Schweiz.

## Identitätssuche: Von der Reformasi 1998–2001 bis zur Gegenwart
In der Reformphase (Reformasi) nach dem Sturz Suhartos unter dem toleranten Reformpräsidenten Abdurrahman Wahid wurden die angestauten Probleme mit sozialer Ungerechtigkeit, Menschenrechten, Korruption, fehlender Gleichberechtigung und Umweltproblemen thematisiert. FX Harsono (* 1949), ein chinesisch-stämmiger, international erfolgreicher Künstler und Mitbegründer der Gruppe Gerakan Seni Rupa Baru (New Art Movement, 1975) fokussiert die Beziehung des Künstlers zur Gesellschaft und die neuere indonesische Gewaltgeschichte. Er geht in Installationen, Videoarbeiten und Performances der ethnischen Verfolgung der chinesisch-stämmigen Bevölkerung unter der Diktatur Suhartos 1965–66 und im Mai 1998, während des Unabhängigkeitskampfes 1947–49 und bis zurück ins 18. Jahrhundert nach. Von 1967 bis 2000 war der Gebrauch der chinesischen Sprache in der Öffentlichkeit verboten; ethnische Chinesen mussten sich zudem indonesische Namen zulegen. FX Harsono gab vielen Opfern der Diktatur ihren Namen zurück.
Zugleich lebte die Genossenschaftsidee wieder auf: Der das indonesische Kulturschaffende prägende Widerspruch zwischen der traditionellen Einbindung der Künstler in kollektive religiös-mythische Rituale einerseits und der Existenz freischaffender Künstler anderseits, die für den internationalen Markt produzieren, zwischen Gemeinwohl und Subjektivität sollte überwunden werden. Die Idee der Künstlergenossenschaft, die seit den 1930er Jahren nie ganz tot war, wird heute durch das 1998 in Yogyakarta gegründete Kollektiv Taring Padi (Reiszahn, also die Spitze des ungeschälten Reiskorns, an der man sich verletzen kann) vertreten. Das Kollektiv orientiert sich an sozialen und ökologischen Zielen und wendet sich gegen neoliberale Reformen ebenso wie gegen Fundamentalismus jeglicher Form. Zu Taring Padis Praxis kollektiver und individueller Kunstproduktion gehören Straßenproteste, Workshops mit Schülern, Kunstkarnevals und Ausstellungen an ungewöhnlichen Orten. So organisierte das Kollektiv zum vierten Jahrestag des Ausbruchs des Schlammvulkans Sidoarjo im Jahr 2010 gemeinsam mit den Geschädigten eine große multimediale karnevalistische Veranstaltung mit Workshops zur kollektiven Herstellung von Holzschnitten und Radierungen am und auf dem Damm, welcher den Giftschlamm zurückhält. Voraussetzung war die wachsende Meinungsfreiheit in Indonesien nach der Suharto-Ära, wodurch die Straßen zu öffentlichen Galerien und Foren des Austauschs wurden. Zugleich wuchs der Bildhunger der Öffentlichkeit. Taring Padi arbeitet mit lebensgroßen Figuren aus Recyclingpappe (Wayang-kardus), um Geschichten zu erzählen, Zuschauer zum Mitwirken zu stimulieren oder um sie als Schutzschilde gegen Sonnenhitze und Polizeigewalt zu nutzen.
Nach 1998 traten auch Künstlerinnen mit ihren Werken in den Blick der Kunstsammler und Kuratoren. Die Ausstellung Women in the Realm of Spirituality, die 1998 in Jakarta und Rom gezeigt wurde, bot auch kritische Sichten auf die traditionell-patriarchalische Kultur. Ähnliches galt auch für die feministische Ausstellung Women and the Dissemination of Space in Jakarta 2001. Kritisch angemerkt wurde, dass dort schon von der Abschaffung der binären Geschlechterdifferenz geträumt wurde, noch ehe die Fragen der Geschlechterkonstruktion und der Gleichberechtigung diskutiert wurden.
Zu den bekannten Malern der Reformasi-Epoche gehört Nyoman Masriadi (* 1973) aus Bali. Er fand nach Anfängen als Maler von Souvenirbildern für Touristen und ersten Versuchen mit dem Kubismus seinen eigenen Stil, in welchem sich Straßenreklame, Karikatur und Graffiti mischen. Charakteristisch sind seine überlebensgroßen dunkelhäutig-grotesken Figuren und Körper-Rekonfigurationen, Fußballfans und andere einfache Menschen Indonesiens, jedoch dargestellt als Superheroes oder Sumo-Ringer im surrealistischen Neo-Pop- oder magisch-expressiven Stil. Einige seiner Bilder kann man als Allegorien auf die seine indonesischen Politik deuten. Seit 2008 erzielen seine Bilder Rekordpreise bei internationalen Auktionen.
Christine Ay Tjoe (* 1973) folgt der Linie des abstrakten Expressionismus. Als typische Vertreter der Reformasi sind auch die Maler Eko Nugroho (* 1977), der mit schwarzem Humor Mischwesen aus Mensch, Comicfiguren und grafischen Mustern malt, Samuel Indratwa (* 1970), der sich an den Muralistas orientiert und auch außerhalb Indonesiens arbeitete, sowie Bob Yuditha Agung (Bob Sick, * 1970) mit seinem Graffitistil zu erwähnen.
Nachdem eine neoliberale Wende den soziale Reformbestrebungen ein vorläufiges Ende bereitete, erlosch zunächst das staatliche Interesse an der Kunstförderung. Die erste Präsentation indonesischer Kunst auf der Venedig-Biennale nach 49 Jahren kam 2003 beinahe nicht zustande, weil der Staat weder die Miete rechtzeitig bezahlte noch die Teilnehmer in der versprochenen Weise unterstützte.
In jüngster Zeit haben viele indonesische Maler die Grenzen traditioneller Kunstformen überschritten und agieren im Stadtraum. Sie experimentieren mit anspruchsvollen Comics und digitalen Medien und sprechen damit soziale und politische Themen in kreativer Form an. Themen sind immer wieder das tägliche Chaos und die Unsicherheit der Großstädte. International bekannt wurden die sozialpolitisch motivierten interaktiven Installationen zum Thema Großstadt von Tintin Wulia (* 1972). Darin spiegeln sich die beiden Seiten der Globalisierung (wie auch der Popkultur): auf der einen Seite die Chance, die Lebenschancen weltweit zu verbessern und den Zugang zur Kunst zu demokratisieren, auf der anderen die drohende „McDonaldisierung“ und Chaotisierung der Welt.
Gleichzeitig nehmen Debatten über eine stärkere islamische Ausrichtung der visuellen Kunst wieder zu. Versuche, die religiösen Gebote des Islams mit der bildfreudigen lokalen Tradition in Einklang zu bringen, bewegen sich im politisch-kulturellen Spannungsfeld einer hochdiversen Gesellschaft, die auch traditionelle Geschlechtsrollen in Frage stellt. Entang Wiharso (* 1967) stellt diesen Pluralismus der Menschen, Tiere, Sprachen, Ornamente und Landschaften in teils filigranen, teils von der Popart angeregten Bildern, Skulpturen und Installationen dar.

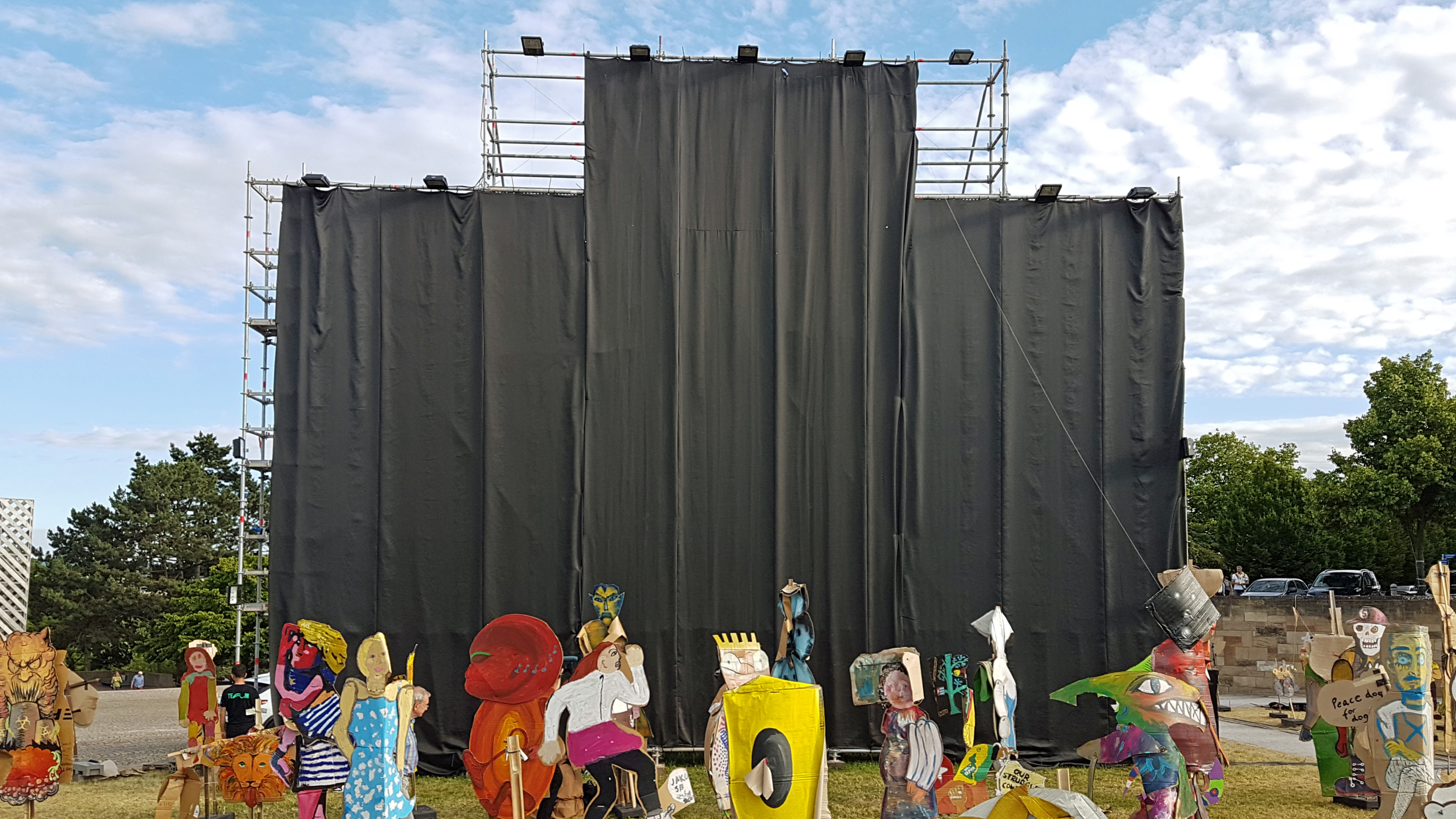
Taring Padi: People’s Justice auf der documenta 2022 (verhüllt) mit Maskenfiguren (Wayang-kardus)

Die indonesische Malerei beeinflusst heute die Kunst in ganz Südostasien und ist eine wichtige Repräsentantin der Kunst des Globalen Südens. Bilder indonesischer Künstler, die sich weltweit an Biennalen, Auktionen, Messen und internationalen Ausstellungen mit wachsendem Erfolg beteiligen, werden zu Rekordpreisen verkauft. Tourismus- und Erziehungsministerium sowie die BEKRAF (Indonesian Agency for Creative Economy) fördern heute die Ausrichtung der Kuratoren für Biennalen und Festivals moderner Kunst. Die Förderung bleibt jedoch erratisch und intransparent. Hingegen sind private Sammler eine wichtige Stütze des Marktes; einige von ihnen haben halböffentliche Museen eingerichtet. In Australien und Südostasien bekannt wurde der Grafiker Mohamad ‘Ucup’ Yusuf (* 1975), Absolvent des ISI, der 2009 das Mural Hikayat Indonesia (Geschichte Indonesiens) am Palastmuseum in Yogyakarta erstellte und als vehementer Kritiker des westlichen Konsumismus Mitglied von Taring Padi ist.
Die indonesische Kunst gilt in den Augen westlicher Kritiker oft als zu imitativ, wenn die Künstler westliche Techniken verwenden, aber als zu dekorativ, wenn sie sich an traditionellen Stilen orientiert. Die Suche nach einem künstlerischen Ausdruck indonesischer Identität ist offenbar noch nicht beendet. Performances wie der „Buttertanz“ (2000) von Melati Suryodarmo (* 1969, Studium in Braunschweig) sind eine Form, in der indonesische Tradition und moderne Kunstauffassung zusammengehen und sich wechselseitig bereichern. Ein distinktives Merkmal ist jedoch die schon unter der Diktatur in Ansätzen vorhandene enge Kooperation von Künstlern und Bevölkerung nicht nur bei Krisen und Katastrophen. Elly Kent (2022) zeigt, dass Künstler wie Tisna Sanjaya (* 1966) mit Konzepten wie gotong royong – dem gemeinschaftlichen Arbeiten der Dorfgemeinschaft bei der Bekämpfung sozialer Missstände – die Solidarität in den Mittelpunkt ihrer Werke stellen und aus den Rezipienten von Kunst Aktivisten machen. Dies steht im Gegensatz zum westlichen Bild des Künstlers als isolierter Schöpfer, der sich über seine Individualität definiert.
Die documenta fifteen 2022 hat die Rezeption indonesischer Kunst, die sich erstmals kompakt in Deutschland präsentierte, allerdings nicht gefördert, ja eine inhaltliche Auseinandersetzung mit den Bildern und mit neuen Formen der Kunstproduktion verhindert, welche die Idee des genialen individuellen Künstlers infrage stellen. Dem 2002 entstandenen Bild People’s Justice (Gerechtigkeit für das Volk) des Künstlerkollektivs Taring Padi über den Kampf gegen genozidale Verbrechen und die Suharto-Diktatur, das zuvor bereits häufiger ausgestellt wurde, unter anderem beim Adelaide Festival of Arts 2002 unter Peter Sellars und 2019 in China, wurde die Verwendung antisemitischer Motive vorgeworfen; es wurde zunächst verhüllt und dann abgehängt. Eine geplante Aufführung mit wayang kardus, Pappfiguren, vor dem Banner kam nicht zustande. Andere Autoren kommen in einer umfassenden Analyse zu einer anderen Deutung des Bildes, auf dem sie konkrete Personen mit Bezug zu Indonesien identifizieren, und kritisieren die Verweigerung einer gründlichen Rezeption des Bildes. Den Sturz Suhartos bezeichnen sie als einen „art-empowered Triumph“, bei dem Taring Padi eine wichtige Rolle spielte. Sie sehen die Entstehung des Bildes im engen zeitlichen und politischen Kontext der Reformbestrebungen des um religiöse Toleranz bemühten Präsidenten Abdurrahman Wahid und damit des Kampfes auch gegen den islamistischen Terrorismus, der in Indonesien nur wenige Anhänger fand.